# Hugo Grünberg
Hugo Grünberg (*  11. März 1896; † 28. Juli 1942 in Minsk) war ein jüdischer Fußballschiedsrichter des SV Werder Bremen.

## Biografie
Grünbergs Eltern kamen aus Ostfriesland. Er wuchs in Bremen auf, arbeitete im Familienbetrieb der Familien Grünberg und Assenheimer (Baumwollhandel). Dort hatte er zeitweise Prokura. Seine Schwester Marianne heiratete den späteren Vorsitzenden der Jüdischen Gemeinde Bremen, Carl Katz. Hugo Grünberg war seit 1920 Mitglied beim Fußballverein Werder Bremen und im Verein als Schiedsrichter aktiv. 1932 wurde er als Mitglied des vereinsinternen Ausschusses für Fußball und Schiedsrichter geführt.
Grünberg heiratete Klara (genannt „Käthe“) 1940. Nur ein Jahr später wurde das Paar mit weiteren Angehörigen der Familie während des Holocausts nach Minsk deportiert und dort 1942 bei einer Massenexekution ermordet. An Hugo und Klara Grünberg erinnern seit dem 14. Juni 2022 Stolpersteine in der Isarstraße 33 in der Neustadt (Bremen). Die Patenschaft für den Stolperstein von Hugo Grünberg hat der offizielle Werder Bremen-Fanclub  Ahoi-Crew 05 aus Osnabrück übernommen. Paten des Steins für Klara Grünberg sind die Autorinnen und Autoren des Buches „Werder Bremen im Nationalsozialismus. Lebensgeschichten jüdischer Vereinsmitglieder“, welches im März 2022 im Verlag Die Werkstatt erschien.